# Board of Control for Cricket in India
Il Board of Control for Cricket in India (indicato spesso anche con l'acronimo BCCI, lo stesso acronimo designa anche la Bank of Credit and Commerce International) è la federazione nazionale indiana del gioco del cricket.

## Storia
Nel 1912 una selezione rappresentativa dell'India visitò l'Inghilterra su iniziativa di Bhupinder Singh, maharaja di Patiala. Con il conferimento alla nazionale indiana del test status da parte dell'ICC nel 1926 si rese necessaria l'esigenza di creare una federazione nazionale unica; nel dicembre del 1927 i rappresentanti delle attività sportive di molti stati indiani si riunirono e diedero immediatamente vita ad un organismo provvisorio. Esattamente un anno dopo fu ufficialmente formato l'organismo definitivo che prese l'attuale nome.

## Competizioni
Il Board of Control for Cricket in India organizza le seguenti competizioni:
- BCCI Corporate Trophy
- Syed Mushtaq Ali Trophy
- Irani Cup
- NKP Salve Challenger Trophy
- Ranji Trophy
- Duleep Trophy
- Vijay Hazare Trophy
- Deodhar Trophy
- Indian Premier League (IPL)
- Vizzy Trophy
- Champions League Twenty20